# Budismo engajado

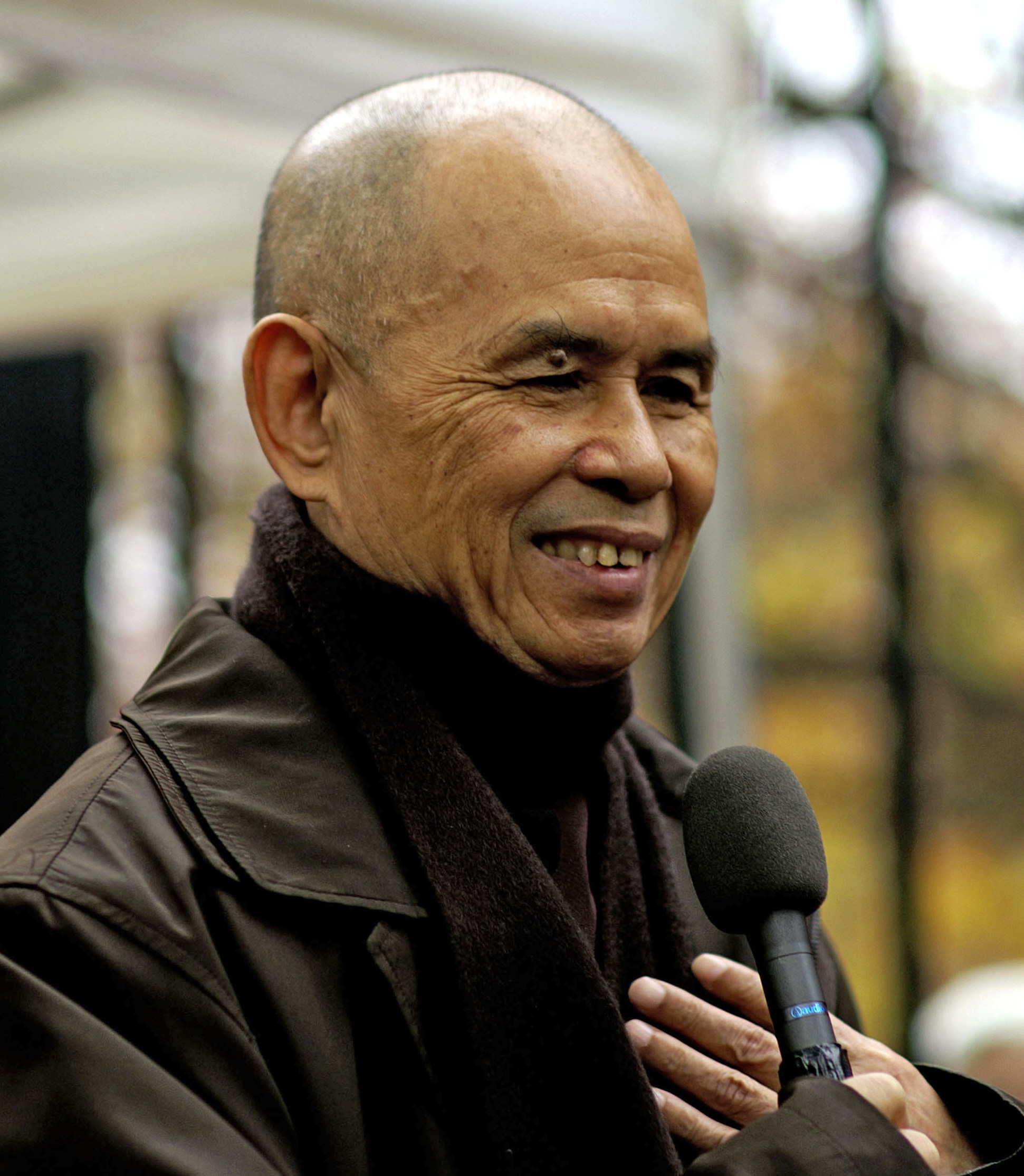
Thich Nhat Hanh em Paris, 2006

Budismo engajado refere-se ao conjunto de budistas que buscam maneiras de aplicar as descobertas da prática da meditação e dos ensinamentos do dharma a situações de sofrimento e injustiça social, política, ambiental e econômica. Com raízes no Vietnã, onde foi desenvolvido pelo mestre zen budista Thích Nhất Hạnh, o budismo engajado cresceu em popularidade no Ocidente.

## Origens
O termo "budismo engajado" foi cunhado pelo mestre budista Thích Nhất Hạnh na década de 1950 em sua coleção de artigos intitulada Um Novo Olhar sobre o Budismo. Embora ele tenha cunhado o termo, o budismo engajado com as questões sociais e políticas já existia em todo o mundo. O conceito de budismo engajado originou-se da necessidade de responder às crises mundiais, especialmente à Guerra do Vietnã. Ele foi inspirado pelo movimento humanístico desenvolvido na China por Taixu e mais tarde propagado em Taiwan por Hsing Yun. Inicialmente, Thích Nhất Hạnh usou o chinês literário, a língua litúrgica do budismo vietnamita, chamando-o em chinês de 入世佛教, literalmente "budismo mundano". Durante a guerra, ele e sua sangha (comunidade espiritual) fizeram esforços para responder ao sofrimento que viam ao seu redor, em parte copiando o ativismo não-violento de Mahatma Gandhi na Índia e do Reverendo Martin Luther King Jr. nos Estados Unidos para opor-se ao conflito. Eles viram esse trabalho como parte de sua prática de meditação e atenção plena e não separadamente dela.
Em 1946, Walpola Rahula identificou um ethos social explícito presente nos primeiros ensinamentos budistas registrados, observando que o Buda encorajou os primeiros monges a viajar para beneficiar o maior número de pessoas e que seus discursos para leigos frequentemente incluíam instruções práticas sobre questões sociais e econômicas, ao invés de estar puramente preocupado com questões filosóficas ou soteriológicas.

## Ensinamentos
O budismo engajado aplica os ensinamentos do Buda à vida social para provocar mudança social no mundo. Engaged Buddhists hope to connect traditional Buddhist beliefs to protest and social action. Uma forma de seguir o budismo engajado é através dos quatorze preceitos de Thích Nhất Hạnh, que servem como um guia para viver com maior consciência social. São eles:
1. Não idolatre nem se prenda a doutrinas, teorias ou ideologias, mesmo as budistas. O budismo é um guia prático e não a verdade absoluta;
2. Não pense que o conhecimento que você possui agora é a verdade imutável e absoluta. Evite ser mente fechada e preso às ideias do presente. Aprenda e pratique o desapego das ideias para ser mais aberto para receber o ponto de vista dos outros. A verdade é encontrada na vida e não apenas no conhecimento conceitual. Esteja pronto para aprender coisas novas durante toda sua vida e para observar a realidade em si mesmo e no mundo o tempo todo;
3. Não obrigue os outros, incluindo as crianças, através de qualquer método, a adotar suas visões de mundo, seja através da autoridade, da ameaça, do dinheiro, da propaganda ou até mesmo da educação. Entretanto, através do diálogo compassivo, ajude os outros a renunciar ao fanatismo e à estreiteza da mente;
4. Não evite o sofrimento ou feche seus olhos para ele. Não perca a consciência da existência do sofrimento na vida do mundo. Descubra formas de estar com aqueles que sofrem, seja através do contato pessoal, de visitas, de imagens ou de sons. Assim sendo, desperte a si mesmo e aos outros para a realidade do sofrimento no mundo;
5. Não acumule riqueza enquanto milhões passam fome. Não tenha como meta de sua vida a fama, o lucro, a riqueza ou os prazeres sensuais. Viva de maneira simples e compartilhe seu tempo, sua energia e seus recursos materiais com aqueles que precisam;
6. Não cultive raiva ou ódio. Aprenda a penetrar e transformar esses sentimentos quando eles ainda forem sementes do seu consciente. Assim que eles surgirem, concentre-se em sua respiração para enxergar e entender melhor a natureza de sua raiva;
7. Não se perca na dispersão e no seu meio. Pratique a respiração consciente para retornar àquilo que está acontecendo no momento atual. Mantenha contato com as coisas maravilhosas, renovadoras e curativas que estão presentes dentro de si e nos seus arredores. Plante sementes de alegria, paz e compreensão em si mesmo para facilitar o trabalho de transformação das profundezas de sua consciência; 
8. Não pronuncie palavras que possam criar discórdia e causar a ruptura da comunidade. Tome qualquer esforço possível para reconciliar e resolver todos os conflitos, por menor que possam ser;
9. Não diga inverdades para ganhos pessoais ou para impressionar as pessoas. Não diga palavras que possam causar divisão e ódio. Não espalhe notícias que você não tem certeza se são verdadeiras. Não critique ou condene coisas das quais você não tem certeza. Sempre converse de maneira verdadeira e construtiva. Tenha coragem para denunciar situações de injustiça, mesmo que isso ameace sua própria segurança;
10. Não use a comunidade budista para ganho pessoal ou lucro nem transforme-a em um partido político. Uma comunidade religiosa, no entanto, deve sempre se posicionar de maneira clara contra a opressão e a injustiça e deve se empenhar para mudar essas situações sem se envolver em conflitos partidários;
11. Não viva com uma ocupação que prejudique os seres humanos e a natureza. Não invista em empresas que privam os outros do direito à vida. Escolha uma ocupação que o ajude a perceber seu ideal de compaixão;
12. Não mate. Não deixe os outros matarem. Encontre todos os meios possíveis para proteger a vida e evitar a guerra;
13. Não possua nada que pertence aos outros. Respeite a propriedade dos outros, mas evite que eles lucrem com o sofrimento de seres humanos ou de qualquer outra espécie da Terra;

14. Não abuse de seu corpo. Aprenda a tratá-lo com respeito. Não olhe para ele como um mero instrumento. Preserve as energias vitais (sexo, respiração, espírito) para a realização do caminho. (Para irmãos e irmãs que não são monges:) A expressão sexual não deve acontecer sem amor e comprometimento. Nas relações sexuais, esteja consciente dos sofrimentos futuros que elas possam causar. Para preservar a felicidade dos outros, respeite seus direitos e nível de comprometimento. Tenha consciência plena da responsabilidade de trazer novas vidas para o mundo. Medite sobre o mundo para o qual você está trazendo novos seres.

## Na Índia
Na Índia, B.R. Ambedkar também defendeu uma forma de budismo engajado, intitulado budismo dálite. Ele adaptou o budismo para inspirar a transformação social em sua comunidade, os dálites, grupo historicamente excluído dentro do sistema de castas indiano. Seus princípios eram a liberdade, a igualdade e a fraternidade.
A abordagem de Ambedkar defende que se o indivíduo passar muito tempo na prática de meditação e fizer um retiro do mundo das relações sociais, se tornará irresponsável para com sua comunidade. A obrigação dos budistas, então, seria sair de seu mundo e começar a educar, mobilizar e organizar as pessoas. É uma visão coletivista da sangha como uma comunidade de pessoas lutando juntas para o bem comum, transformando as práticas budistas em instrumento de mudança social. Segundo Christopher Queen, "Ambedkar ofereceu um budismo engajado que focava na justiça econômica, na liberdade política e no empenho moral".
B.R. Ambedkar se converteu para o budismo em 1956 e iniciou a escola hoje conhecida como Navayana. Seu movimento neo-budista ganhou força quando cerca de 400.000 dálites se converteram do hinduísmo em outubro daquele mesmo ano em Nagpur. Ele resumiu suas ideias no livro The Buddha and His Dhamma, publicado postumamente em 1957.

## No Ocidente
No Ocidente, como no Oriente, o budismo engajado é uma forma de tentar ligar a prática budista à ação social. Possui dois centros, fundados por Thích Nhất Hạnh: o Village des pruniers em Dordogne, na França e a Community of Mindful Living em Berkeley, nos Estados Unidos. Ambos os centros estão ligados à Igreja Unificada Budista de Hạnh. Além disso, o atual Dalai Lama, Tenzin Gyatso tem opinado sobre a necessidade dos budistas de se envolverem nas questões sócio-políticas. Segundo ele, o budismo tem muito o que aprender com o cristianismo no que diz respeito ao engajamento com os problemas sociais.
Muitas organizações foram fundadas para ajudar a construir o movimento de budistas engajados, tais como Soka Gakkai, Buddhist Peace Fellowship, Buddhist Global Relief, International Network of Engaged Buddhists, Fo Guang Shan e Tzu Chi. Figuras proeminentes no movimento incluem Gary Snyder, Daisaku Ikeda e Bhikkhu Bodhi.
Em 1964, Thích Nhất Hạnh fundou a Escola de Serviços Social da Juventude, com o foco de treinar assistentes sociais através de seus princípios do budismo engajado. Membros da escola ajudaram reconstruir vilas destruídas durante a Guerra do Vietnã, bem como a aliviar o sofrimento das vítimas do conflito.